# Double Trouble (film, 1915)
Pour plus de détails, voir Fiche technique et Distribution.
Double Trouble est un film américain réalisé par Christy Cabanne et sorti en 1915.

## Fiche technique
- Réalisation : Christy Cabanne
- Scénario : Herbert Quick et Christy Cabanne
- Genre : Comédie
- Durée : 50 minutes
- Date de sortie :
  - États-Unis : 5 décembre 1915

## Distribution
- Douglas Fairbanks
- Richard Cummings
- Margery Wilson
- Gladys Brockwell